# Bobotsari (plaats)
Bobotsari is een bestuurslaag in het regentschap Purbalingga van de provincie Midden-Java, Indonesië. Bobotsari telt 6250 inwoners (volkstelling 2010).